# 美国总统 (电影)
《白宮夜未眠》（英語：The American President）是一部1995年的美国浪漫爱情电影，由艾伦·索金编剧，罗伯·莱纳执导，迈克尔·道格拉斯、安奈特·贝宁、马丁·西恩、迈克尔·J·福克斯和理查德·德莱弗斯主演。影片虚构了一位美國總統安德鲁·薛柏德（Andrew Shepherd，迈克尔·道格拉斯饰）在任上丧妻后试图追求一位美丽的环境保护说客悉妮·艾伦·韦德（Sydney Ellen Wade，安奈特·贝宁饰）的故事。
作曲家马克·施艾曼因本片获得了第68届学院奖原创配乐奖提名，影片同时也获得了第53届金球奖最佳影片（音乐剧/喜剧类）、导演、编剧、电影男主角（音乐剧/喜剧类）和电影女主角（音乐剧/喜剧类）5项提名。2002年美国影艺协会评选AFI百年电影史百大爱情电影，本片名列第75位。

## 剧情
非常受民众欢迎的民主党总统安德鲁·薛柏德（Andrew Shepherd，迈克尔·道格拉斯饰）准备竞选连任，他与白宫办公厅主任A·J·麦金奈尼（A.J. MacInerney，马丁·西恩饰）正打算借着高达63%的民意支持率来通过一项较为温和的犯罪控制法案。不过，这一法案看起来在国会民主共和两党议员中支持度都很一般，保守派不打算让其通过，而自由派又觉得这一法案的效果太弱。但是总统的幕僚则认为只要法案得以通过，连任就肯定是十拿九稳的。因此总统决定高调宣布这一法案，然后在一年一度的国情咨文演讲中说服国会令其通过。
剛上任的法国总统及夫人一行即将抵达哥伦比亚特区进行访问，届时白宫将举行国宴。但是总统的夫人曾于三年前因癌症去世，而原计划将与他一起出席国宴的表妹又生了病，于是总统想到了被环境保护团队请来白宫进行游说的悉妮·艾伦·韦德（Sydney Ellen Wade，安奈特·贝宁饰），她希望能成功促请白宫通过一项承诺政府会大幅度降低温室气体排放量的法案，并且在这一过程中由于口无遮拦而给总统留下了深刻的印象。两人还对此达成协议，只要悉妮可以在国情咨文那天前拉到24位议员的支持，那么总统也保证会给予最后所需要的10票支持。晚上，总统又给她打了个电话，邀请她陪自己一同出席之后举行的国宴。
国宴当天晚上，悉妮与总统两人成为众人关注的焦点，悉妮非常紧张，总统则表示安慰，两人都为对方感到吸引，总統通過和悉妮共舞开始和她交往。但悉妮过去的背景及经历，被计劃參選总统的共和党联邦参议员鲍勃·拉姆森（Bob Rumson，理查德·德莱弗斯饰）视为自己在大选中击败现任总统的大好机会，他开始在各种各样的競选集会中、电视上发表言论，表示对薛柏德总统的个人品德深感忧虑，甚至指称悉妮为“第一情妇”，而薛柏德总统又坚持认为自己与悉妮的交往属于个人生活，不关他人的事，因此不顧众幕僚心腹的反对，拒绝对参议员拉姆森的指责作出回应。眼看着其民意支持率不断下跌，甚至两人的感情也因为政治上的问题而出现裂痕。总统最终決定聽从幕僚心腹的意見，到白宮记者室发表演說进行反擊，成功挽回一切。劇中最后总統在悉妮陪同下，到國會发表国情咨文。

## 演员
- 迈克尔·道格拉斯 饰 美國總統安德鲁·薛柏德
- 安奈特·贝宁 饰 悉妮·艾伦·韦德
- 马丁·西恩 饰 白宫办公厅主任A·J·麦金奈尼（A.J. MacInerney）
- 迈克尔·J·福克斯 饰 总统国内事务助理刘易斯·鲁斯查尔德（Lewis Rothschild）
- 安娜·迪佛·史密斯（英语：Anna Deavere Smith） 饰 白宫新闻发言人罗宾·麦卡尔（Robin McCall）
- 萨曼莎·玛西丝 饰 总统私人助手简·巴斯汀（Jane Basdin）
- 肖娜·沃德朗（英语：Shawna Waldron） 饰 第一女儿露西·薛柏德（Lucy Shepherd）
- 大卫·佩默（英语：David Paymer） 饰 白宫办公厅副主任（英语：White House Deputy Chief of Staff）里昂·科达克（Leon Kodak）
- 安妮·哈尼（英语：Anne Haney） 饰 查皮尔太太（Chapil），总统秘书
- 理查德·德莱弗斯 饰 堪萨斯州共和党联邦参议员鲍勃·拉姆森（Bob Rumson）

## 制作
《白宮夜未眠》的主體拍攝於1995年1月16日開始，拍攝地包含华盛顿哥伦比亚特区和洛杉矶。影片中所使用的白宫西厢和东厢房都是在城堡石娱乐公司位于卡尔弗市的属地制作的，其中椭圆形办公室的置景之后还使用在了电影《尼克松》和《独立日》中。

## 反响
《白宮夜未眠》在电影院上映的全球票房收入约为1亿零800万美元。影片受到了评论界的广泛好评，根据烂蕃茄网站上收集的51位专业评论文章，其好评度达90%，平均评分7分（满分10分）。
《芝加哥太阳报》的罗杰·艾伯特在他与吉恩·西克尔一起主持的电影评论类电视节目中给予本片“两个向上大拇指”的评价。其中艾伯特表示考虑到俩人都将罗伯·莱纳执导的上一部电影《北方》评为去年最糟糕的电影，他很意外这部电影的表现会这么好，而西克尔则赞赏了男女主演的表演。不过，他对片中由迈克尔·道格拉斯和马丁·西恩分别扮演美國總統和白宫办公厅主任两个重量级人物的做法表示不认同，因为他担心这样的安排会导致观众将两人的角色弄混。

## 影响
编剧艾伦·索金在接受电视指南采访时表示他在撰写本片剧本时经常处于吸食霹雳可卡因后的兴奋状态，为他之后创作的《白宫风云》电视系列剧集带来了很多灵感。像他多部其它作品的意识形态一样，这两部作品均展现了一个高度理想化的白宫，甚至连在本片中对椭圆形办公室的许多设定之后也用上了《白宫风云》中。索金还表示该剧集的第一季其实很多都是直接从本片的剧本中取材的。
2012年1月，澳大利亚工党国会议员，澳大利亚众议院领袖安东尼·阿尔巴尼斯在堪培拉全国新闻俱乐部的一次针对反对党领袖托尼·阿博特的批评演讲中直接从电影《白宮夜未眠》中剽窃了几句台词。
2013年4月，《时代周刊》专栏作家玛伦·道德将時任总统巴拉克·奥巴马对枪支控制方面问题的徒劳无功与电影《白宮夜未眠》中全力以赴获得选票的努力进行反差鲜明的对比。